# Euro Truck Simulator 2
Euro Truck Simulator 2 (conosciuto anche più comunemente con la sigla ETS2) è un videogioco di simulazione di guida di camion disponibile per Windows, macOS e Linux.
Sviluppato dalla SCS Software, è il sequel di Euro Truck Simulator, primo episodio distribuito nel 2008.
Nel 2022, in occasione del decennale del gioco, SCS ha dichiarato che sono state vendute 13 milioni di copie, nonché 80 milioni di DLC scaricati da Steam. Nel 2023, le copie vendute risultano essere oltre 15 milioni.

## Caratteristiche
Questo nuovo capitolo presenta molte migliorie, tra le quali: la fisica di guida (il comportamento del mezzo) migliorata e resa ancora più realistica, la grafica con molte più impostazioni e possibilità di adattare il gioco alle capacità del proprio PC, la gestione dei propri garage aziendali, un nuovo navigatore satellitare, la radio in streaming, nuovi e migliorati modelli di autocarro con la presenza (dopo l'update Scandinavia) delle sette maggiori aziende del settore, una migliore intelligenza artificiale, nuove stazioni di rifornimento, possibilità di effettuare consegne speciali, caselli autostradali, limite di velocità a 90 km/h (rimovibile tramite un'apposita impostazione all'interno del menu del gameplay in seguito alla distribuzione dell'aggiornamento alla versione 1.4.1 che ha apportato tante novità), pedaggio elettronico in tutti gli stati tranne Austria e Polonia.

## Veicoli
Al debutto, il gioco disponeva solo in parte di licenze ufficiali per cui alcuni camion rappresentavano marchi fittizi seppur simili alle controparti reali. Con i successivi aggiornamenti sono state acquisite le licenze di sette costruttori (Scania, Iveco, DAF, MAN, Renault, Volvo e Mercedes-Benz) e sono stati introdotti nuovi modelli. Ciascun mezzo è disponibile in diverse varianti di motore, trasmissione, telaio e cabina, congruenti agli allestimenti reali.

### Personalizzazioni
In Euro Truck Simulator 2 la capacità di personalizzazione del proprio veicolo è stata ulteriormente incrementata rispetto al capitolo precedente infatti si potrà modificare il proprio mezzo sia con modifiche funzionali (con l'aggiunta di fari aggiuntivi, montaggio di gomme con migliori prestazioni o il numero di assali) ma anche solo estetici (come le livree della carrozzeria, aggiunta di targhe con il nome del giocatore e addobbi della cabina).

## Modalità di gioco
L'obiettivo di Euro Truck Simulator 2 è molto simile al capitolo precedente: il giocatore dovrà viaggiare con autotreni ed autoarticolati attraverso l'Europa trasportando svariate tipologie di carichi al fine di guadagnare denaro e punti esperienza sufficienti a salire di livello per sbloccare ulteriori modelli di camion, componenti e carichi altrimenti inaccessibili a livelli inferiori, e licenze ADR.
Inoltre, il giocatore ha la possibilità di aprire e gestire una propria azienda partendo da un piccolissimo capannone fino ad ampliarlo e possederne diversi altri sparsi in giro per l'Europa con la possibilità di assumere altri autisti (gestiti dal gioco) reperibili nelle agenzie di lavoro.
Con l'aggiornamento 1.52 è stata aggiunta la modalità "Scuola guida" che permette al giocatore di imparare le basi della guida con il camion, tramite scenari che richiederanno il superamento di un esame per completare il capitolo.

## Espansioni
Comprando i DLC si potrà personalizzare maggiormente i mezzi, scegliere anche trasporti eccezionali più redditizi oppure aggiungere nuove mappe.

### DLCGoing East!
L'espansione del gioco denominata Going East! ha ampliato la mappa del gioco con tante nuove destinazioni di carico-scarico merci nel Gruppo di Visegrád: in Polonia, Repubblica Ceca e Slovacchia, si aggiunge l'Ungheria. Sono state inoltre introdotte nuove città dell'Austria. Tale update aggiunge oltre 20 ore di gameplay per poter esplorare tutte le nuove aree inserite.
In seguito all'uscita di tale espansione è stato reso disponibile l'aggiornamento alla versione 1.5.2 solo per il possessore del DLC stesso il quale ha riassegnato alcuni interni ai rispettivi camion, aggiunto diverse nuove vetture nel traffico e molte altre novità nei negozi e nelle riparazioni.

### DLCScandinavia
Il DLC "Scandinavia", distribuito il 6 maggio 2015, ha portato ai giocatori di Euro Truck Simulator 2 la possibilità di guidare il proprio camion anche nelle fredde zone del nord dell'Europa. Si possono visitare Danimarca, il sud della Svezia e il sud della Norvegia.
Inoltre, con questo DLC vi è la licenza del Mercedes-Benz Actros. Inoltre, è introdotto per la prima volta il pedaggio elettronico.

### DLCVive la France!
L'espansione Vive la France! è stata pubblicata il 5 dicembre 2016 ed ha ampliato la mappa di gioco relativa alla Francia, con 20.000 chilometri di nuove strade ed autostrade e 20 nuove città. Alla pubblicazione della versione 1.36 di gioco viene aggiunta la Corsica come espansione gratuita della mappa, ma solo per chi già possiede tale DLC.

### DLCItalia

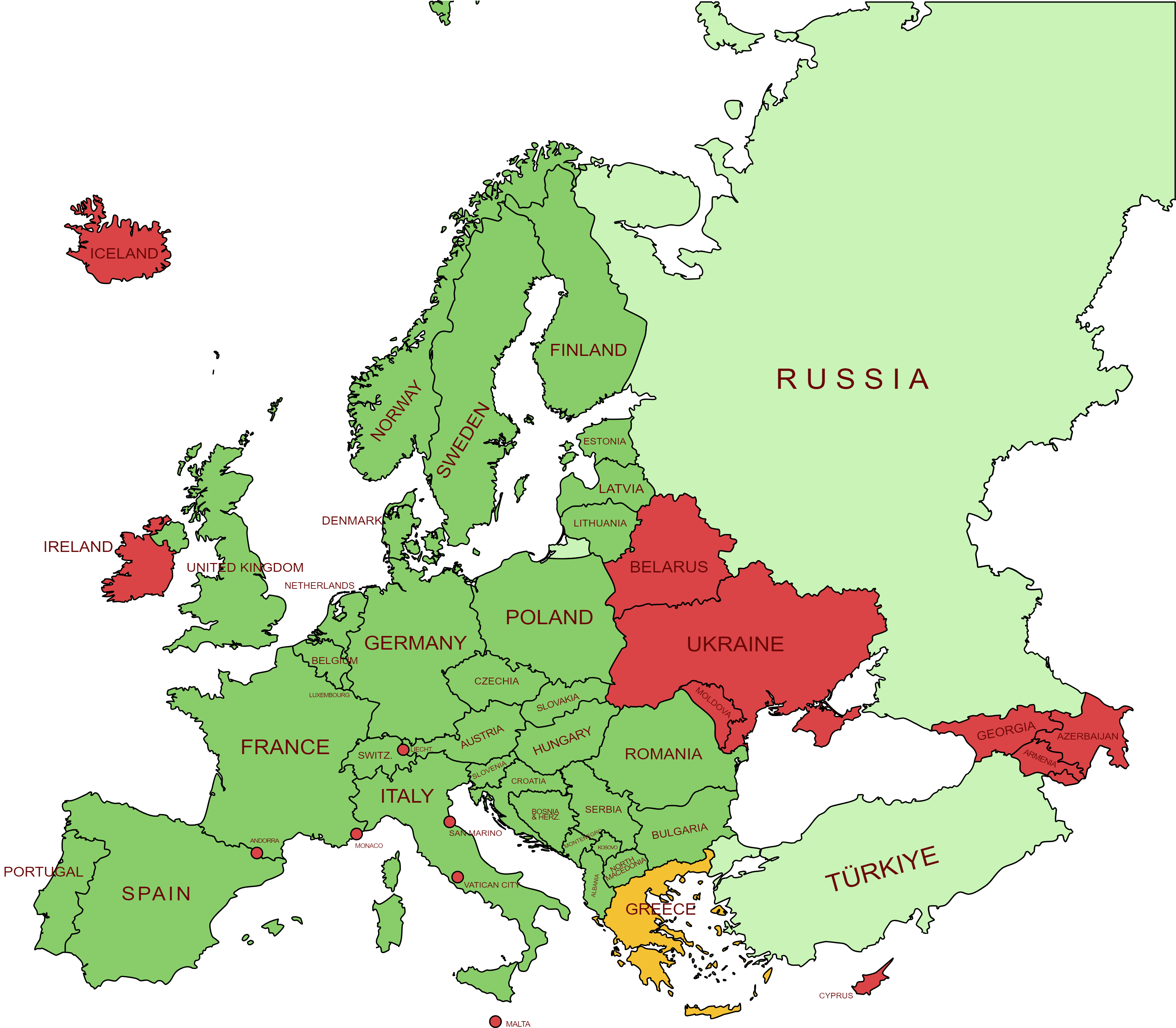
Stato attuale dei paesi nel gioco

Il 5 dicembre 2017 è stata pubblicata l'espansione che ha aggiunto al gioco quasi 11900 km di strade percorribili in tutta la penisola italiana e in Sicilia, con 19 nuove città. La parte settentrionale dell'Italia, già precedentemente disponibile nel gioco con le città di Torino, Milano, Verona e Venezia, è stata completamente ridisegnata per rispecchiare il realismo del resto della penisola. Tale nuova versione è stata fornita come aggiornamento gratuito a tutti coloro che già possedevano la versione base di gioco. A giugno 2019, con la pubblicazione della versione 1.35 di gioco, è stata implementata la Sardegna, in cui sono presenti 3 nuove città da esplorare (Cagliari, Olbia e Sassari), portando quindi il numero totale di città esplorabili a 26, in tutta la nazione.

### DLCBeyond the Baltic Sea
Il 6 febbraio 2018 sono state pubblicate le prime immagini sul blog della SCS Software, che mostravano lo sviluppo di quella che sarebbe stata la prossima espansione del gioco. Il 29 novembre l'espansione è stata pubblicata e le 5 nazioni aggiunte alla mappa sono appunto le restanti nazioni che si affacciano sul Mar Baltico: Lituania, Lettonia, Estonia, la parte meridionale della Finlandia e parte della Russia, tra cui l'exclave di Kaliningrad.
Per la prima volta, sono stati aggiunti dei posti di blocco alle frontiere, tra la Russia e gli altri Paesi inclusi nell'espansione. È dunque previsto che ci si debba fermare, seguendo le corsie dedicate al transito dei camion, e aspettare che la dogana dia il via libera per poter passare, dopo aver controllato i documenti richiesti.

### DLCRoad to the Black Sea
Il 18 marzo 2019, SCS annuncia, tramite condivisione di un video, lo sviluppo di un'espansione che vede coinvolte Bulgaria, Romania e la sezione europea della Turchia. Si potrà accedere a questa nuova parte della mappa, tramite l'Ungheria. Il DLC è uscito ufficialmente il 5 dicembre 2019.

### DLCIberia
L'8 aprile 2021 viene pubblicata l'espansione Iberia che amplia la mappa di gioco alle due nazioni iberiche, fino a quel momento presenti solo nel precedente capitolo della serie (Euro Truck Simulator), Spagna e Portogallo. L'accesso alla penisola è possibile anche a chi non possiede i DLC "Vive La France!" e "Italia" (coi quali è possibile raggiungere la Spagna via terra e via traghetto tramite collegamenti navali con Plymouth in Gran Bretagna).

### DLCHeart of Russia

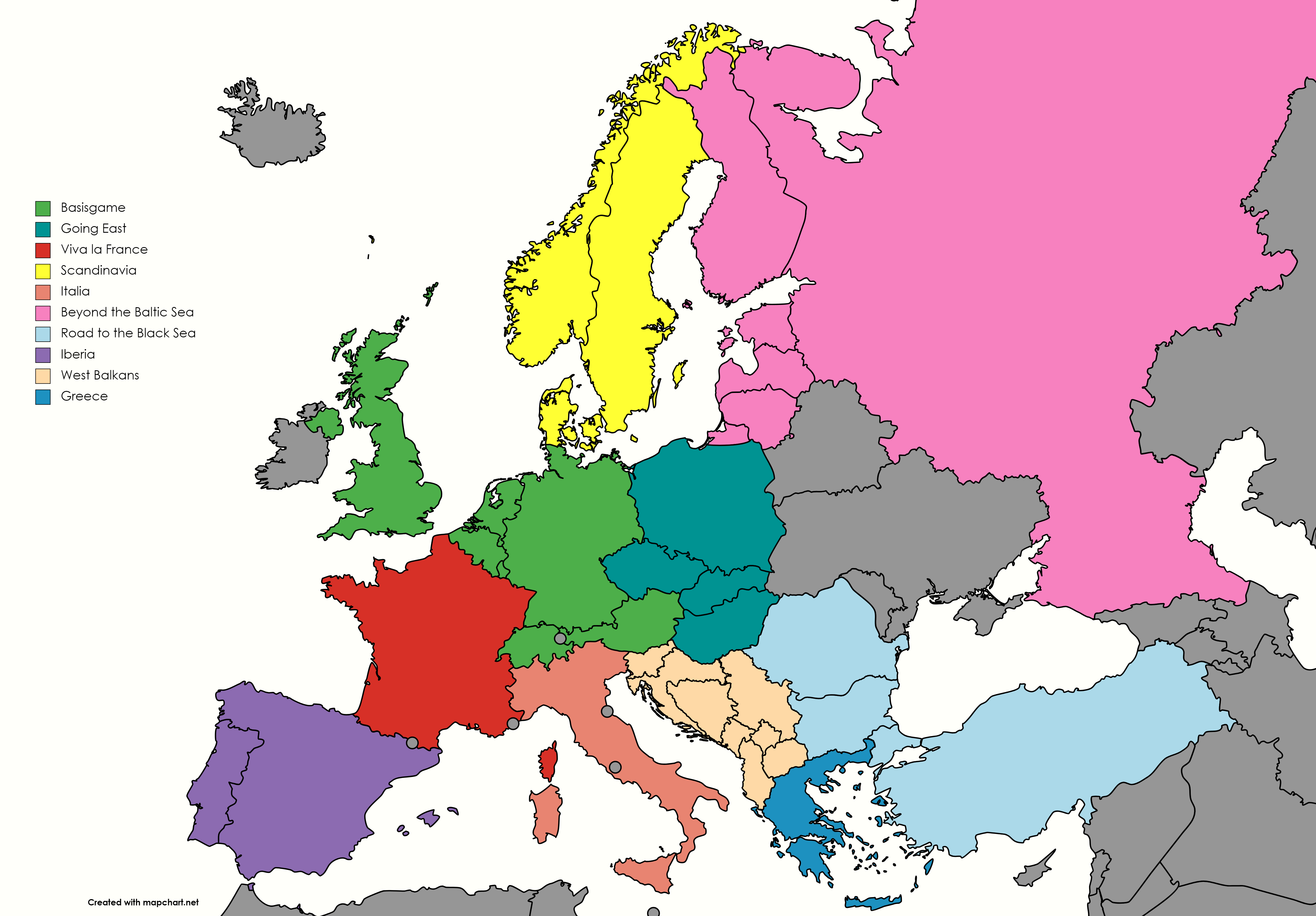
Mappa separata con tutti i DLC

Il 5 marzo 2021 SCS Software ha reso noto il nuovo DLC: si tratta di "Heart of Russia", che aggiunge 36 nuove città di tale nazione. Il 30 maggio 2022 il team di sviluppo ha annunciato la posticipazione del DLC a causa della guerra in Ucraina.

### DLCWest Balkans
Il 5 giugno 2022 SCS Software ha annunciato lo sviluppo di un nuovo DLC riguardante la parte occidentale dei Balcani ( che è chiamato così a causa del DLC Road to the Black Sea, dato che ha come nome alternativo East Balkans) In particolare, gli stati oggetto dell'espansione sono Albania, Bosnia ed Erzegovina, Croazia, Kosovo, Montenegro, Macedonia del Nord, Serbia e Slovenia. L'espansione viene ufficialmente pubblicata il 19 ottobre 2023, dopo oltre un anno di sviluppo. Per l'occasione, è stata rivisitata anche l'Italia, uno dei paesi confinanti col blocco balcanico, con l'aggiunta della città di Trieste e relativo porto (disponibile con la versione base del gioco assieme alle altre città italiane di Milano, Torino, Venezia e Verona) ed i porti di Ancona e Bari (disponibili nel DLC Italia).

### DLCNordic Horizons
Il 23 dicembre 2022 l'azienda ceca, nel suo streaming di fine anno, ha annunciato l'arrivo di un DLC che espande la Scandinavia includendo la parte settentrionale di Norvegia, Svezia e eventualmente Finlandia. L'uscita è prevista per il 2025.

### DLCGreece
Il 1º novembre 2023 SCS software ha annunciato la lavorazione di un DLC ambientato in Grecia, pubblicato il 4 dicembre 2024.

## Mod
I giocatori hanno la possibilità di utilizzare delle mod che possono aggiungere sia mezzi (veicoli guidabili od oggetti da trasportare non normalmente presenti nel gioco) o parti di mappa.